# 3000 metros
3000 metros é uma popular prova de meia-distância em pista de atletismo, que consiste em 7,5 voltas na pista de 400 m e já foi uma prova olímpica, sendo atualmente disputada apenas em torneios amadores na Europa e Estados Unidos, onde é uma prova popular em competições disputadas por estudantes de nível secundário e universitário. No entanto, na pista coberta, continua a fazer parte do programa oficial.
Era dada como corrida de longa distancia ou corrida de fundo. Nas provas mais longas a partida não tem um papel tão decisivo, e os atletas saem para a corrida em uma posição mais natural, em pé, sem poder colocar as mãos no chão.
A prova foi disputada no atletismo dos primeiros Jogos Olímpicos, quando era dominada principalmente pelos finlandeses, sendo depois substituída pelos 5 000 m, mas manteve-se até os anos 90 como uma das provas clássicas do atletismo olímpico feminino, quando as mulheres eram impedidas de disputar provas mais longas, até ser oficialmente substituída pelos 5000 e 10 000 m em Atlanta 96.
Os recordes mundiais da prova em estádio e em pista coberta pertencem ao queniano Daniel Komen.

## Melhores marcas mundiais
As marcas abaixo são de acordo com a World Athletics.

### Homens
| Pos. | Tempo   | Atleta             | País     | Data                    | Local     |
| ---- | ------- | ------------------ | -------- | ----------------------- | --------- |
| 1    | 7:17.55 | Jakob Ingebrigtsen | Noruega  | 25 de agosto de 2024    | Chorzów   |
| 2    | 7:20.67 | Daniel Komen       | Quênia   | 1 de setembro de 1996   | Rieti     |
| 3    | 7:21.28 | Berihu Aregawi     | Etiópia  | 25 de agosto de 2024    | Chorzów   |
| 4    | 7:23.09 | Hicham El Guerrouj | Marrocos | 3 de setembro de 1999   | Bruxelas  |
| 5    | 7:23.63 | Jakob Ingebrigtsen | Noruega  | 17 de setembro de 2023  | Eugene    |
| 6    | 7:23.64 | Yomif Kejelcha     | Etiópia  | 17 de setembro de 2023  | Eugene    |
| 7    | 7:23.81 | Lamecha Girma (i)  | Etiópia  | 15 de fevereiro de 2023 | Liévin    |
| 8    | 7:24.00 | Jakob Ingebrigtsen | Noruega  | 9 de junho de 2023      | Paris     |
| 9    | 7:24.68 | Mohamed Katir (i)  | Espanha  | 15 de fevereiro de 2023 | Liévin    |
| 10   | 7:24.90 | Daniel Komen (i)   | Quênia   | 6 de fevereiro de 1998  | Budapeste |

### Mulheres
| Pos. | Tempo   | Atleta             | País          | Data                    | Local      |
| ---- | ------- | ------------------ | ------------- | ----------------------- | ---------- |
| 1    | 8:06.11 | Wang Junxia        | China         | 13 de setembro de 1993  | Pequim     |
| 2    | 8:12.18 | Qu Yunxia          | China         | 13 de setembro de 1993  | Pequim     |
| 3    | 8:12.19 | Wang Junxia        | China         | 12 de setembro de 1993  | Pequim     |
| 4    | 8:12.27 | Qu Yunxia          | China         | 12 de setembro de 1993  | Pequim     |
| 5    | 8:16.50 | Zhang Linli        | China         | 13 de setembro de 1993  | Pequim     |
| 6    | 8:16.60 | Genzebe Dibaba (i) | Etiópia       | 6 de fevereiro de 2014  | Estocolmo  |
| 7    | 8:16.69 | Gudaf Tsegay (i)   | Etiópia       | 25 de fevereiro de 2023 | Birmingham |
| 8    | 8:17.11 | Gudaf Tsegay (i)   | Etiópia       | 10 de fevereiro de 2024 | Liévin     |
| 9    | 8:18.49 | Sifan Hassan       | Países Baixos | 30 de junho de 2019     | Stanford   |
| 10   | 8:19.08 | Francine Niyonsaba | Burundi       | 28 de agosto de 2021    | Paris      |